# WASP-167/KELT-13
WASP-167/KELT-13 (CD-34°8618) — звезда, которая находится в созвездии Центавр на расстоянии приблизительно 1242 световых лет от Солнца. Вокруг звезды обращается, как минимум, одна планета.

## Характеристики
WASP-167/KELT-13 — звезда главной последовательности, имеющая видимую звёздную величину 10,5. Впервые упоминается в каталоге BD, составленном под руководством немецкого астронома Ф. Аргеландера в 50-60х годах XIX в. под наименованием CD-34°8618. Две команды астрономов из проектов SuperWASP и KELT, открывших в 2017 году планету у звезды, дали ей наименования WASP-167 и KELT-13 соответственно. Это одна из самых горячих звёзд, у которой открыт горячий юпитер. Температура её поверхности составляет около 6998 кельвинов. Масса и радиус звезды равны 1,59 и 1,79 солнечных соответственно. Светимость звезды равна 0,835 солнечной светимости. WASP-167/KELT-13 намного моложе нашего дневного светила: её возраст оценивается приблизительно в 1,29 миллиардов лет. Судя по нерадиальным пульсациям, звезда относится к δ-Scuti или γ-Dor переменным.

## Планетная система
В 2017 году группами астрономов, работающих в рамках программ SuperWASP и KELT независимо друг от друга была открыта планета WASP-167/KELT-13 b. Это горячий газовый гигант, превосходящий по массе Юпитер в восемь раз. Она обращается на короткопериодической орбите на расстоянии около 0,0365 а.е. от родительской звезды. Открытие планеты было совершено транзитным методом.